# 應天曆
應天曆是中国北宋太祖建隆四年(963年)四月颁行的曆法。
北宋建隆二年（961年）五月，宋太祖下诏令司天少監王處訥等人主持編纂新曆，以代替当时沿用自后周的《钦天曆》。建隆四年(963年)四月，新曆編成，共六卷，宋太祖賜名《應天曆》，并赐序頒行 。

## 內容
配合新曆的編纂，建隆二年西域魯穆國的馬依澤應召入中國，修天文。馬氏將伊斯蘭數理天文學譯介到中國，並將阿拉伯占星術中引進黃道十二宮的方位及太陽入宮日期的推算方法，就天文常數進行觀測和推算，然後將推算結果供編曆時參用。
《應天曆》是以宋建隆三年(962)前四百八十二萬五千五百五十八年甲子歲為曆元，其曆元之日，適逢“甲子”、“金曜日”、“朔旦冬至”。其與伊斯蘭曆的曆元是設於西曆622年7月16日的金曜日(ādīnah)有關。 其次，《應天曆》中有“推定朔、弦、望日辰七直”之句，所謂“七直” 即七值，就是七個星曜(日月金水木火土)值日之義，也就是推算星期序數，在中國曆法計算中首先引進西方星期制度，這是《應天曆》的重要革新。由於敦煌文獻尚保存《宋太平興國三年戊寅歲(978)應天具注曆日》(大英圖書館，斯0612) 寫本一件，可窺此曆亦流行於敦煌地區。具注曆日題作“大宋國王文坦請司天臺官本勘定大本曆日”，頗疑王文坦即王處訥，而文坦為其小字。再者，王應麟(1223-1296)《玉海》及徐松(1809) 《宋會要輯稿》俱載《應天曆》的具體內容： 
《應天曆經》一卷、《算草》一卷、《五更中星立成》一卷、《晨昏分立成》 
一卷、《晝夜日出入立成》一卷、《晷影立成》。 
“立成”一詞，即伊斯蘭數理天文學中的“快速計算的天文數表/星表”之意。 
據研究，馬依澤把伊斯蘭數理天文學譯介到中國，應包括：
- Abū Abdallāh al-Battānī(Latin: Albategni or Albatenius)《天文星表》, 858-929
- Kitāb al-Zīj(Latin: Al-Battani sive Albatenii Opus astronomicum), 880
- Al- Zīj al-sābī(Latin:The Sabian Tables)《薩比天文曆數表》- 書中首次公佈了對太陽遠地點(apogee) 自托勒密以來進動的數據
- Kitāb Matāli al-Burūj(Latin: On the Ascensions of the Signs of the Zodiac)《數理占星學》
- Kitāb Aqdār al- Ittisālāt(Latin:On the Quantities of the Astrological Applications)《天文應用學》

這些天文書籍後來先後被翻譯成拉丁文。

## 貢獻
- 就曆法上，應天曆是中國曆法中首先引進西方星期制度者。

- 就政治上，應天曆的頒定，對於鞏固大宋王朝的統治，內政外交，起了相當重要的作用。宋建隆三年(西元962年)，宋開始在南唐頒佈曆法，《十國春秋》卷十六記載：「建隆三年十一月，遣水部侍郎顧彝入貢與宋。壬午，宋頒建隆四年曆，宋向南唐頒曆」，是實施對南唐進行宗主統治的象徵。實際上，南唐在後周時，雖已表示臣服，但據《十國春秋》卷十六載：「改元建隆，南唐未採」。因此，宋為了體現其宗主國地位，遂正式為其頒曆。故頒曆之舉，是加強對南唐進行宗主統治的象徵。